# Mattiastrum lamprocarpum
Mattiastrum lamprocarpum är en strävbladig växtart som först beskrevs av Pierre Edmond Boissier, och fick sitt nu gällande namn av August Brand. Mattiastrum lamprocarpum ingår i släktet Mattiastrum och familjen strävbladiga växter. Inga underarter finns listade i Catalogue of Life.